# Matthew Brann
Matthew "Matt" Brann urodził się 14 listopada 1980 w Toronto. Do stycznia 2007 roku grał na perkusji w zespole Avril Lavigne. Wcześniej pracował jako instruktor snowboardingu. Grał w zespołach Second the Opinion oraz Norman.